# Stora Antillerna

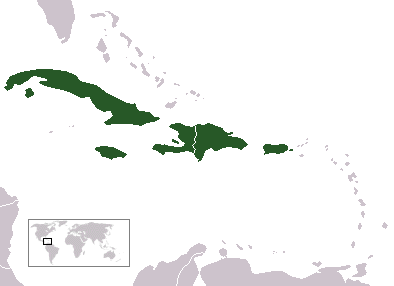
Stora Antillerna i Västindien.

Stora Antillerna är en ögrupp i Västindien.
Ögruppen omfattar fyra större öar:
- Kuba[1] (100 860 km²)
- Hispaniola[1] (76 480 km²)
  - Dominikanska republiken
  - Haiti
- Jamaica[1] (10 991 km²)
- Puerto Rico[1] (9 104 km²)